# Грязные танцы (песня)
«Грязные танцы» — песня российских исполнителей Нюши и ЛСП, выпущенная 19 февраля 2021 года.

## Предыстория
По данным сайта ТНТ Music, вдохновением трека стала песня «Пьяные мысли», которую ЛСП услышал и предложил Нюше записать новую версию сингла.

## Видеоклип
Релиз видеоклипа на трек состоялся 19 февраля 2021 года на YouTube-канале Nyusha Music, в полдень выхода песни. Протагонистами видеоролика стали Нюша и ЛСП. В нём они устраивают вечеринку в лимузине, танцуют в компании полуобнажённых девушек, а сама Нюша позирует в откровенных нарядах. Запись видеоработы была произведена дистанционно и по отдельности из-за пандемии коронавирусной инфекции. Участниками клипа стали Нюша, ЛСП, Тима Белорусских, Карина Кросс, Антон Шастун, Владимир Маркони, Ева Миллер и другие. Режиссёрами видео выступили Ines Po и Лев Салиф, а креативным продюсером — Валерия Масалевич.

## Отзывы
Журналист интернет-издания InterMedia заметил, что «Грязные танцы» — переосмысленная версия хита Нюши «Пьяные мысли». Ульяна Пирогова из ТНТ Music назвала композицию «мощным танцевальным треком» и «потенциальным хитом», а клип — «ярким». Также она заявила, что в новом прочтении песня приобрела «совсем другое звучание», став более «разрывной» и танцевальной. Руслан Тихонов, ещё один обозреватель того же портала, наименовал сингл «горячим дэнс-попом» для «ночных патимейкеров» и отметил, что Нюша «задаёт крепкую основу» для танцев, а дуэт с ЛСП «добавляет сюжету порочности». Корреспондент музыкального хип-хоп-портала Rap.ru объявил, что аудиозапись является довольно классической танцевальной поп-песней для «Русского радио» и вечеринок, пусть и с некоторыми «неожиданными» нотами и сюжетными ходами.

## Чарты
| Чарт (2021)            | Высшая позиция |
| ---------------------- | -------------- |
| Россия (YouTube Music) | 6              |